# معنا در معماری غرب
معنا در معماری غرب کتابی از کریستین نوربرگ شولتز با ترجمهٔ مهرداد قیومی بیدهندی است که در سال ۱۳۸۶ منتشر و در مراسم کتاب سال جمهوری اسلامی ایران به‌عنوان کتاب برگزیده معرفی شد.